# Jaime Cuesta Hurtado
Jaime Cuesta Hurtado (Quito, Ecuador, 1947 / 2012) fue un cineasta ecuatoriano de los años 80, hijo del pionero del cine de ese país, Agustín Cuesta Ordóñez.

## Reseña biográfica
La labor de Cuesta Hurtado como director y como director de fotografía fue muy importante durante los años 80. Su empresa productora, Cuestordoñez, prestó servicios de producción a sus colegas prácticamente hasta el final de sus días. Se reconocen particularmente sus colaboraciones con el cineasta argentino Jorge Prelorán quien rodó dos películas en Ecuador en los años 80, Mi tía Nora, en la cual Cuesta hizo la dirección de fotografía y Zulay frente al siglo XXI.
En 1981 Cuesta Hurtado dirigió el largometraje Dos para el Camino que se convirtió pronto en un éxito de público ya que se trataba de la primera película nacional en la que actuaba el cómico Ernesto Albán Mosquera creador del personaje Evaristo. Según testimonio del propio director la película llegó a hacer más de un millón de espectadores en salas comerciales a lo largo y ancho de todo el país. Años después el film, considerado un clásico del cine ecuatoriano, sería restaurado como parte de la campaña de recuperación del patrimonio cultural del Ecuador.